# Bernard Loder
Bernard Cornelis Johannes Loder (13 septembre 1849, Amsterdam – 4 novembre 1935, La Haye ) est un juriste néerlandais. Il siège à la Cour suprême des Pays-Bas de 1908 à 1921. Il siège ensuite comme juge à la Cour permanente de justice internationale de 1921 à 1930 ; il est le premier président de cette cour de 1921 à 1924.

## Éducation
Né en 1849, Bernard Loder étudie le droit à Amsterdam à l' Athenaeum Illustre, le prédécesseur de l'Université d'Amsterdam, puis à l' Université de Leyde. Il s'intéresse à l'étude du droit international et en particulier du droit maritime .

## Carrière nationale et internationale
Loder siège à la Cour suprême des Pays-Bas de 1908 à 1921. En 1920, il siège au comité qui rédige les statuts de la Cour permanente de justice internationale. Il est juge de cette cour de 1921 à 1930 ; il en est le premier président jusqu'en 1924.
Il représente les Pays-Bas aux conférences internationales sur le droit maritime en 1905, 1909, 1910 et 1923. Il est l'un des délégués néerlandais à la Conférence de la paix de Paris en 1919.

## Honneurs et distinctions
En 1897, Loder est l'un des fondateurs du Comité maritime international, dont les fonctions seront reprises par l' Organisation maritime internationale. Loder devient membre de l'Institut de droit international en 1921 et en est le président quatre ans plus tard le lors de sa 33e réunion à La Haye .

## Vie privée
Bernard Loder se marie en 1877 et a deux filles. Il meurt en 1935 à La Haye.